# R. Murray Schafer

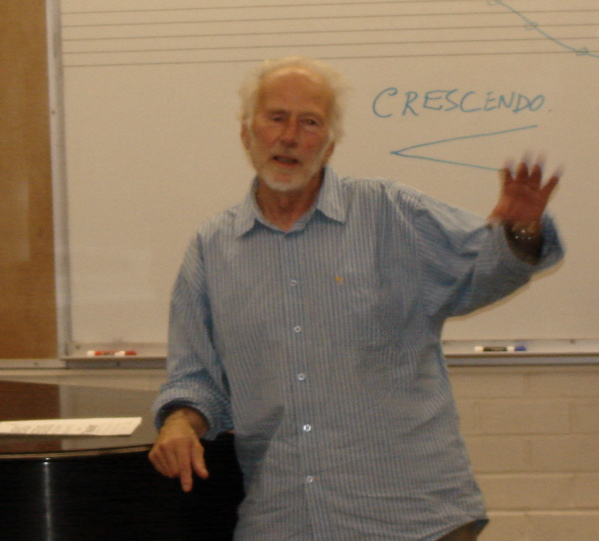
R. Murray Schafer, 2007

Raymond Murray Schafer (* 18. Juli 1933 in Sarnia, Ontario; † 14. August 2021 in Indian River bei Peterborough, Ontario) war ein kanadischer Komponist, Klangforscher und Autor.

## Leben und Werk
Aufgewachsen in Toronto, war er von 1945 bis 1955 Schüler des dortigen Royal Conservatory of Music und lernte Cembalo und Klavier. Ab 1954 studierte er an der University of Toronto Cembalo bei Greta Kraus, Komposition bei John Weinzweig und Klavier bei Alberto Guerrero, der auch Glenn Goulds Klavierlehrer war. Allerdings musste er die Uni bereits 1955 wegen Insubordination verlassen. Die Jahre 1956 bis 1958 verbrachte er in Wien, wo er sich mit deutschen Minneliedern beschäftigte. Daraus entstand die Komposition Minnelieder, a setting of 13 medieval German poems, for voice and chamber ensemble (1956). Von 1958 bis 1961 arbeitete er als Journalist in London.
1962 bis 1963 war Schafer Direktor der von ihm gegründeten Serie Ten Centuries Concerts in Toronto. 1963 bis 1965 lehrte er an der Memorial University of Newfoundland, von 1965 bis 1975 an der Simon Fraser University in Burnaby bei Vancouver. Dort rief er 1971 das World Soundscape Project ins Leben, das es sich zur Aufgabe gemacht hatte, weltweit Soundscapes aufzunehmen, zu erforschen und zu dokumentieren. Heute wird das Projekt vom World Forum for Acoustic Ecology weitergeführt. Außerdem entwickelte er in dieser Zeit sein hörpädagogisches Konzept Ear Cleaning, ein „systematisches Übungsprogramm, mit dem das Gehör daraufhin trainiert werden soll, Laute, insbesondere diejenigen der Umwelt, kritischer und feiner wahrzunehmen.“ (R. Murray Schafer: The Tuning of the World)
Schafer galt als einer der wichtigsten kanadischen Komponisten der Gegenwart. Als Komponist schrieb er über 120 unterschiedliche Werke für Chor, Orchester und Kammermusik-Ensembles, aber auch Opern, Musiktheater und multimediale Installationen. Seit den 60er Jahren arbeitete er an dem auf 12 Teile angelegten Musiktheater-Zyklus Patria. Der Zyklus ist umfangreicher als Wagners Ring und Stockhausens Licht, etliche Teile, etwa Teil 9 The Enchanted Forest, können nur im Freien aufgeführt werden. Bis auf den unvollendeten Teil 7 Asterion ist der Zyklus abgeschlossen, ein vollständiges Textbuch Patria: The Complete Cycle ist 2002 erschienen.
Schafer prägte den Begriff Soundscape, den er in The Tuning of the World so definiert:

„Die akustische Umwelt, eigentlich jeder Aspekt einer akustischen Umgebung, der als Untersuchungsgegenstand bestimmt wird. Der Begriff verweist sowohl auf reale Umwelten als auch auf abstrakte Strukturen, wie etwa die Musikkomposition und die Tonbandmontage, insbesondere wenn diese als Umgebungen aufgefasst werden.“

Unter dem Stichwort Acoustic Ecology untersuchte er, welche Auswirkungen Soundscapes auf Lebewesen haben. Außerdem führte Schafer den Begriff Schizophonie in die Musik ein. Er war mit dem Medientheoretiker Marshall McLuhan befreundet und wurde von ihm stark beeinflusst.

## Auszeichnungen
Schafer erhielt etliche Auszeichnungen. Weltweite Beachtung als Komponist erlangte er mit seinem Quartet #2 (Waves), für das er 1978 mit dem Prix Jules-Léger pour la nouvelle musique de chambre ausgezeichnet wurde. 1987 erhielt er als erster Preisträger den Glenn-Gould-Preis.
Zu seinen weiteren Auszeichnungen gehören:
- 1972: Canadian Music Council Medal[13]
- 1974: Guggenheim-Stipendium[13]
- 1974: William Harold Moon Award[13]
- 1976: Composer of the Year Award from the Canadian Music Council[13]
- 1980: Prix Honegger (für sein Quartet No. 1)[13]
- 1993: Molson Prize[14]
- 1998: Karl-Sczuka-Preis für das Hörstück Winter Diary
- 1999: Louis Applebaum Composer’s Award (für sein Lebenswerk)[13]
- 2005: Walter Carsen Prize for Excellence in the Performing Arts[13]
- 2009: Governor General’s Performing Arts Award für sein Lebenswerk[15]
- 2011: Juno Award für Classical Composition of the Year (Duo for Violin and Piano)
- 2013: Companion des Order of Canada
- 2015: Ehrenmitglied der American Academy of Arts and Letters[16]
- 2017: Ehrenmitglied der Internationalen Gesellschaft für Neue Musik (ISCM)[17]

## Schriften (Auswahl)
- Ear Cleaning : Notes for an Experimental Music Course. BMI Canada, Don Mills, Ontario 1967
  - Übers. Friedrich Saathen: Schule des Hörens. Hrsg. Franz Basl. Universal, Wien 1972
- The Tuning of the World. Knopf, New York 1977
  - Übers. Kurt Simon, Eberhard Rathgeb (gekürzt): Klang und Krach. Eine Kulturgeschichte des Hörens. Athenäum, Frankfurt 1988, ISBN 3-610-08498-7
  - Die Ordnung der Klänge. Eine Kulturgeschichte des Hörens. Hrsg., Einl., neue Übers. Sabine Breitsameter, Schott Music, Mainz 2010, ISBN 978-3-7957-0716-3